# Prêmio Pesquisa do Estado de Baden-Württemberg
O Prêmio Pesquisa do Estado de Baden-Württemberg (em alemão:  Landesforschungspreis Baden-Württemberg) é um prêmio universitário do estado federal de Baden-Württemberg por trabalho de excelência e inovação na pesquisa.
O prêmio é concedido anualmente desde 1989 pelo Ministerium für Wissenschaft, Forschung und Kunst Baden-Württemberg nas categorias pesquisa básica e pesquisa aplicada. Cada prêmio é dotado com 100.000 Euros, sendo o prêmio de maior dotação concedido por um estado alemão.
A concessão do prêmio é decidida por um juri composto de cientistas independentes avaliando trabalhos inscritos por universidades, escolas técnicas, institutos de pesquisa extrauniversitários e organizações científicas.

## Recipientes
- 1989: Erik Jayme, Universidade de Heidelberg
- 1990: Wolfgang Raible, Universidade de Heidelberg
- 1991: Bert Sakmann, Instituto Max Planck de Pesquisa Médica, Heidelberg
- 1992: Ernst Dieter Gilles, G. Eigenberger, H.G. Fritz, M. Reuß, K. Stephan e M. Zeitz, grupo de pesquisadores da Universidade de Stuttgart, engenharia de procesos
- 1993: Ina Rösing, Clínica Universitária de Ulm; Dietmar Vestweber, Universidade de Münster
- 1994: Willi Jäger, Universidade de Heidelberg
- 1995: Peter Herrlich, Forschungszentrum Technik und Umwelt, Karlsruhe; Margot Zöller, Centro de Pesquisa do Câncer da Alemanha, Heidelberg
- 1996: Regine Hengge, Faculdade de Biologia, Universidade de Constança
- 1998: Wolfgang Bühler, Universidade de Mannheim
- 1999: Eberhard P. Hofer e Christian Rembe, Universidade de Ulm; Reinhart Ahlrichs, Instituto de Tecnologia de Karlsruhe
- 2000: Thomas Schimmel, Instituto de Tecnologia de Karlsruhe; Michael Frotscher, Universidade de Freiburg; Angelos Chaniotis, Universidade de Heidelberg
- 2001: Monika Fludernik, Universidade de Freiburg; Christof Niehrs, Centro de Pesquisa do Câncer da Alemanha, Heidelberg
- 2002: Doris Wedlich, Instituto de Tecnologia de Karlsruhe; Márc Kelemen, Rudolf Kiefer, Michael Mikulla e Martin Walther, Forschergruppe IAF Freiburg
- 2003: Eva Schlecht, Universidade de Hohenheim; Martin Dressel, Universidade de Stuttgart
- 2004: Herta Flor, Zentralinstitut für Seelische Gesundheit, Mannheim; Josef Wieland, Hochschule Konstanz
- 2005: Rolf Stürner, Universidade de Freiburg; Klaus Martin Wegener, Instituto de Tecnologia de Karlsruhe e Forschungszentrum Karlsruhe
- 2006: Dieter H. Wolf, Universidade de Stuttgart; Martin Walther, Robert Rehm, Joachim Fleissner e Johannes Schmitz, Forschergruppe IAF Freiburg
- 2007: Britta Nestler, Hochschule Karlsruhe; Markus Oberthaler, Universidade de Heidelberg
- 2008: Jürg Leuthold, Instituto de Tecnologia de Karlsruhe; Nikolaus Pfanner, Universidade de Freiburg; Wolfram Pyta, Universidade de Stuttgart
- 2009: Joachim Burghartz, Universidade de Stuttgart; Jörn Leonhard, Universidade de Freiburg
- 2010: Detlef Weigel, Max-Planck-Institut für Entwicklungsbiologie Tübingen; Rupert Handgretinger, Universidade de Tübingen
- 2011: Peter Sanders, Instituto de Tecnologia de Karlsruhe; Peter Auer, Universidade de Freiburg
- 2014: Katerina Harvati, Senckenberg Center for Human Evolution and Paleoenvironment da Universidade de Tübingen; Christian Koos,[1] Instituto de Tecnologia de Karlsruhe
- 2016: Fedor Jelezko, Universidade de Ulm; Georg Gdynia, Hospital Universitário de Heidelberg